# تپه صالح‌آباد
تپه صالح آباد مربوط به دوران‌های تاریخی پس از اسلام است و در شهرستان شاهرود، بخش مرکزی، روستای صالح آباد واقع شده و این اثر در تاریخ ۱۰ دی ۱۳۸۱ با شمارهٔ ثبت ۶۹۴۲ به‌عنوان یکی از آثار ملی ایران به ثبت رسیده است.